# Senedž
Senedž je bio faraon 2. dinastije, i to, čini se, 5. po redu; nasljednik Uenega, koji mu je vjerojatno bio otac (a moguće je da je to zapravo ime Raneba). Ništa drugo se o njemu ne zna, osim što Maneton tvrdi da je vladao 41 godinu. Naslijedio ga je Set-Peribsen.

## Spomen
Ime ovog faraona je spomenuto u naslovu čovjeka zvanog Šeri. U njegovoj je grobnici zapisano da je bio uključen u kult kralja Senedža. Neki arheolozi koriste ove natpise kao dokaz da su Set-Peribsen i Senedž ista osoba. 

## Vanjske poveznice
Sened (Senedž)